# Nagroda im. Alberta Laskera w dziedzinie klinicznych badań medycznych
Nagroda im. Alberta Laskera w dziedzinie klinicznych badań medycznych (ang. The Albert Lasker Award for Clinical Medical Research) od roku 2008 dla uhonorowania Michaela Ellisa DeBakeya nazywa się: Lasker~DeBakey Clinical Medical Research Award - nagroda naukowa przyznawaną corocznie przez 
amerykańską fundację Lasker Foundation za wybitne osiągnięcia w klinicznych badaniach w medycynie. Wraz z nagrodą Albert Lasker Award for Basic Medical Research stanowi najwyższe wyróżnienie w USA za badania przyczyniające się do postępu w medycynie. 

## Laureaci
- 1946: John Friend Mahoney, Karl Landsteiner, Alexander S. Wiener, Philip Levine
- 1949: Max Theiler, Edward C. Kendall, Philip S. Hench
- 1950: Jeorjos Papanikolau
- 1951: Elise L'Esperance, Catherine Macfarlane, William G. Lennox, Frederic A. Gibbs
- 1952: Conrad A. Elvehjem, Frederick S. McKay, H. Trendley Dean
- 1953: Paul Dudley White
- 1954: Alfred Blalock, Helen B. Taussig, Robert E. Gross
- 1955: C. Walton Lillehei[1], Morley Cohen, Herbert E. Warden, Richard L. Varco, Hoffmann-La Roche Research Laboratories, Squibb Institute for Medical Research, Edward H. Robitzek, Irving Selikoff, Walsh McDermott, Carl Muschenheim
- 1956: Louis N. Katz, Jonas E. Salk, V. Everett Kinsey, Arnall Patz
- 1957: Rustom Jal Vakil, Nathan S. Kline, Robert H. Noce, Henri Laborit, Pierre Deniker, Heinz E. Lehmann, Richard E. Shope
- 1958: Robert W. Wilkins
- 1959: John Holmes Dingle, Gilbert Dalldorf, Robert E. Gross
- 1960: Karl Paul Link, Irving S. Wright, Edgar V. Allen
- 1962: Joseph E. Smadel
- 1963: Michael E. DeBakey, Charles Huggins
- 1964: Nathan S. Kline
- 1965: Albert Sabin
- 1966: Terapia białaczki wieku dziecięcego – Syndey Farber[2]
- 1967: Robert Allan Phillips
- 1968: John Heysham Gibbon[3]
- 1969: George C. Cotzias
- 1970: Robert A. Good
- 1971: Edward D. Freis
- 1972: Min Chiu Li, Roy Hertz, Denis Burkitt, Joseph H. Burchenal, V. Anomah Ngu, John L. Ziegler, Edmund Klein, Emil Frei III, Emil J. Freireich, James F. Holland, Donald Pinkel, Paul P. Carbone, Vincent T. DeVita, Jr., Eugene J. Van Scott, Isaac Djerassi, C. Gordon Zubrod
- 1973: Paul M. Zoll, William B. Kouwenhoven
- 1974: John Charnley
- 1975: Godfrey N. Hounsfield, William Oldendorf
- 1976: Raymond P. Ahlquist, J.W. Black
- 1977: Inge G. Edler, C. Hellmuth Hertz
- 1978: Michael Heidelberger, Robert Austrian, Emil C. Gotschlich
- 1980: Cyril A. Clarke, Ronald Finn, Vincent J. Freda, John G. Gorman, William Pollack
- 1981: Louis Sokoloff
- 1982: Roscoe O. Brady, Elizabeth F. Neufeld
- 1983: F. Mason Sones, Jr.
- 1984: Paul C. Lauterbur
- 1985: Bernard Fisher
- 1986: Myron Essex, Robert Charles Gallo, Luc Montagnier
- 1987: Mogens Schou
- 1988: Vincent P. Dole
- 1989: Étienne-Émile Baulieu
- 1991: Yuet Wai Kan
- 1993: Donald Metcalf
- 1994: John Allen Clements
- 1995: Barry J. Marshall
- 1996: Porter Warren Anderson, Jr., David H. Smith, John B. Robbins, Rachel Schneerson
- 1997: Alfred Sommer
- 1998: Alfred G. Knudson Jr., Peter C. Nowell, Janet Rowley
- 1999: David W. Cushman, Miguel Ondetti
- 2000: Harvey J. Alter, Michael Houghton
- 2001: Robert Edwards
- 2002: Willem J. Kolff, Belding H. Scribner
- 2003: Marc Feldmann, Ravinder N. Maini
- 2004: Charles Kelman
- 2005: Alec Jeffreys, Edwin Southern
- 2006: Aaron T. Beck
- 2007: Alain Carpentier, Albert Starr
- 2008: Akira Endō
- 2009: Brian Druker, Nicholas Lydon, Charles Sawyers
- 2010: Napoleone Ferrara
- 2011: Tu Youyou
- 2012: Roy Calne, Thomas Starzl
- 2013: Graeme Milbourne Clark, Ingeborg Hochmair, Blake S. Wilson
- 2014: Alim-Louis Benabid, Mahlon R. DeLong
- 2015: James P. Allison
- 2016: Ralf F. W. Bartenschlager, Charles M. Rice, Michael J. Sofia[4]
- 2017: Douglas R. Lowy, John T. Schiller
- 2018: John B. Glen
- 2019: H. Michael Shepard, Dennis J. Slamon, Axel Ullrich
- 2020: nie przyznano
- 2021: Katalin Karikó, Drew Weissman
- 2022: Yuk Ming Dennis Lo
- 2023: James G. Fujimoto, David Huang, Eric A. Swanson[5]
- 2024: Joel Habener, Swietłana Mojsow, Lotte Bjerre Knudsen